# 빗모뿔근
빗모뿔근(oblique arytenoid) 또는 사피열근(斜披裂筋)은 후두의 근육으로, 한 쌍의 근육다발로 구성되어 있으며 두 종류의 모뿔근 중 더 얕은쪽에 위치한다. 한 쌍의 근육다발은 각각 한쪽 모뿔연골의 바닥에서 반대쪽 모뿔연골의 꼭대기로 주행하며 X자 모양으로 서로 교차한다. 소수의 근섬유는 계속 주행하여 모뿔연골 가쪽 모서리 주변을 지나며 모뿔덮개주름까지 뻗는다. 이 섬유들은 가끔 별개의 근육으로 간주되어 모뿔덮개근이라고도 불린다.
모뿔덮개근, 가로모뿔근, 방패모뿔근은 조임근의 역할을 하여 무언가를 삼키거나 기침을 할 때 후두를 닫는다. 반지방패근을 제외한 다른 후두의 자체기원근육들처럼 미주신경(10번 뇌신경)의 가지인 되돌이후두신경이 빗모뿔근에 분포한다.

## 참고 문헌
이 문서는 현재 퍼블릭 도메인에 속하는 그레이 해부학 제20판(1918) page 1082의 내용을 기초로 작성된 글이 포함되어 있습니다.